# Ōza
Ōza (王座? "Trono") è il nome di uno dei principali tornei professionistici di go del Giappone e del mondo.

## Profilo
Il detentore del titolo è qualificato direttamente alla finale, da tenersi al meglio delle cinque partite (in passato il numero è variato). Lo sfidante è stabilito tramite un torneo di sedici candidati a loro volta qualificati tramite delle eliminatorie e dal risultato dell'edizione precedente.
La vittoria del torneo per determinare lo sfidante garantisce la promozione a 7-dan; il titolo garantisce la promozione a 8-dan; vincere il titolo per due volte garantisce la promozione a 9-dan, massimo grado disponibile.
Il torneo è finanziato dal giornale Nihon Keizai Shinbun ed il premio per il vincitore è di 14.000.000 di Yen (circa 150.000 euro).

## Albo d'oro
| Edizione | Anno | Vincitore           | Punteggio       | Finalista           |
| -------- | ---- | ------------------- | --------------- | ------------------- |
| 1        | 1953 | Utaro Hashimoto     | 1–0             | Nobuaki Maeda       |
| 2        | 1954 | Kaku Takagawa       | 2–1             | Hidehiro Miyashita  |
| 3        | 1955 | Utaro Hashimoto     | 2–1             | Toshihiro Shimamura |
| 4        | 1956 | Utaro Hashimoto     | 2–0             | Eio Sakata          |
| 5        | 1957 | Toshihiro Shimamura | 2–0             | Dogen Handa         |
| 6        | 1958 | Hosai Fujisawa      | 2–0             | Dogen Handa         |
| 7        | 1959 | Shoji Hashimoto     | 2–0             | Toshiro Yamabe      |
| 8        | 1960 | Dogen Handa         | 2–0             | Hidehiro Miyashita  |
| 9        | 1961 | Eio Sakata          | 2–1             | Kaku Takagawa       |
| 10       | 1962 | Hidehiro Miyashita  | 2–0             | Katsuji Kada        |
| 11       | 1963 | Eio Sakata          | 2–0             | Hosai Fujisawa      |
| 12       | 1964 | Eio Sakata          | 2–0             | Takeo Kajiwara      |
| 13       | 1965 | Dogen Handa         | 2–0             | Ichigen Okubo       |
| 14       | 1966 | Eio Sakata          | 2–1             | Rin Kaiho           |
| 15       | 1967 | Hideyuki Fujisawa   | 2–0             | Shoji Hashimoto     |
| 16       | 1968 | Hideyuki Fujisawa   | 2–0             | Eio Sakata          |
| 17       | 1969 | Hideyuki Fujisawa   | 2–0             | Hideo Otake         |
| 18       | 1970 | Eio Sakata          | 2–0             | Hideyuki Fujisawa   |
| 19       | 1971 | Eio Sakata          | 2–0             | Shoji Hashimoto     |
| 20       | 1972 | Eio Sakata          | 2–1             | Utaro Hashimoto     |
| 21       | 1973 | Rin Kaiho           | 2–1             | Eio Sakata          |
| 22       | 1974 | Yoshio Ishida       | 2–1             | Rin Kaiho           |
| 23       | 1975 | Hideo Otake         | 2–0             | Yoshio Ishida       |
| 24       | 1976 | Cho Chikun          | 2–1             | Hideo Otake         |
| 25       | 1977 | Norio Kudo          | 2–0             | Cho Chikun          |
| 26       | 1978 | Yoshio Ishida       | 2–1             | Norio Kudo          |
| 27       | 1979 | Masao Katō          | 2–0             | Yoshio Ishida       |
| 28       | 1980 | Masao Katō          | 2–0             | Yoshio Ishida       |
| 29       | 1981 | Shoji Hashimoto     | 2–1             | Masao Katō          |
| 30       | 1982 | Masao Katō          | 2–0             | Shoji Hashimoto     |
| 31       | 1983 | Masao Katō          | 2–0             | Hideo Otake         |
| 32       | 1984 | Masao Katō          | 3–0             | Hiroshi Yamashiro   |
| 33       | 1985 | Masao Katō          | 3–0             | Kōichi Kobayashi    |
| 34       | 1986 | Masao Katō          | 3–1             | Rin Kaiho           |
| 35       | 1987 | Masao Katō          | 3–1             | Cho Chikun          |
| 36       | 1988 | Masao Katō          | 3–0             | Masaki Takemiya     |
| 37       | 1989 | Masao Katō          | 3–1             | Yasumasa Hane       |
| 38       | 1990 | Yasumasa Hane       | 3–2             | Masao Katō          |
| 39       | 1991 | Hideyuki Fujisawa   | 3–1             | Yasumasa Hane       |
| 40       | 1992 | Hideyuki Fujisawa   | 3–2             | Kōichi Kobayashi    |
| 41       | 1993 | Masao Katō          | 3–0             | Hideyuki Fujisawa   |
| 42       | 1994 | Cho Chikun          | 3–2             | Masao Katō          |
| 43       | 1995 | Ō Rissei            | 3–0             | Cho Chikun          |
| 44       | 1996 | Ryu Shikun          | 3–0             | Ō Rissei            |
| 45       | 1997 | Kimio Yamada        | 3–1             | Ryu Shikun          |
| 46       | 1998 | Ō Rissei            | 3–0             | Kimio Yamada        |
| 47       | 1999 | Ō Rissei            | 3–1             | Cho Chikun          |
| 48       | 2000 | Ō Rissei            | 3–1             | Cho Chikun          |
| 49       | 2001 | Cho Chikun          | 3–0             | Ō Rissei            |
| 50       | 2002 | Ō Meien             | 3–2             | Cho Chikun          |
| 51       | 2003 | Cho U               | 3–1             | Ō Meien             |
| 52       | 2004 | Cho U               | 3–1             | Keigo Yamashita     |
| 53       | 2005 | Cho U               | 3–0             | Keigo Yamashita     |
| 54       | 2006 | Keigo Yamashita     | 3–1             | Cho U               |
| 55       | 2007 | Keigo Yamashita     | 3–1             | Toshiya Imamura     |
| 56       | 2008 | Cho U               | 3–1             | Keigo Yamashita     |
| 57       | 2009 | Cho U               | 3–0             | Kimio Yamada        |
| 58       | 2010 | Cho U               | 3–0             | Kimio Yamada        |
| 59       | 2011 | Cho U               | 3–0             | Naoki Hane          |
| 60       | 2012 | Yūta Iyama          | 3–0             | Cho U               |
| 61       | 2013 | Yūta Iyama          | 3–1             | Cho U               |
| 62       | 2014 | Daisuke Murakawa    | 3–2             | Yūta Iyama          |
| 63       | 2015 | Yūta Iyama          | 3–0             | Daisuke Murakawa    |
| 64       | 2016 | Yūta Iyama          | 3–0             | Yu Zhengqi          |
| 65       | 2017 | Yūta Iyama          | 3–0             | Ryo Ichiriki        |
| 66       | 2018 | Yūta Iyama          | 3–2             | Ryo Ichiriki        |
| 67       | 2019 | Toramaru Shibano    | 3–1             | Yūta Iyama          |
| 68       | 2020 | Toramaru Shibano    | 3–1             | Kyo Kagen           |
| 69       | 2021 | Yūta Iyama          | 3–2             | Toramaru Shibano    |
| 70       | 2022 | Yūta Iyama          | 3–0             | Yu Zhengqi          |
| 71       | 2023 | Yūta Iyama          | 3–2             | Yu Zhengqi          |
| 72       | 2024 | Yūta Iyama          | 3–1             | Toramaru Shibano    |
| 73       | 2025 | torneo in corso     | torneo in corso | torneo in corso     |

## Oza onorari
Una persona è stata insignita del titolo di Oza onorario a vita per via dei suoi risultati nel torneo:
- Masao Katō vinse il torneo 11 volte di cui 8 consecutive tra il 1982 e il 1989.